# 救難艇

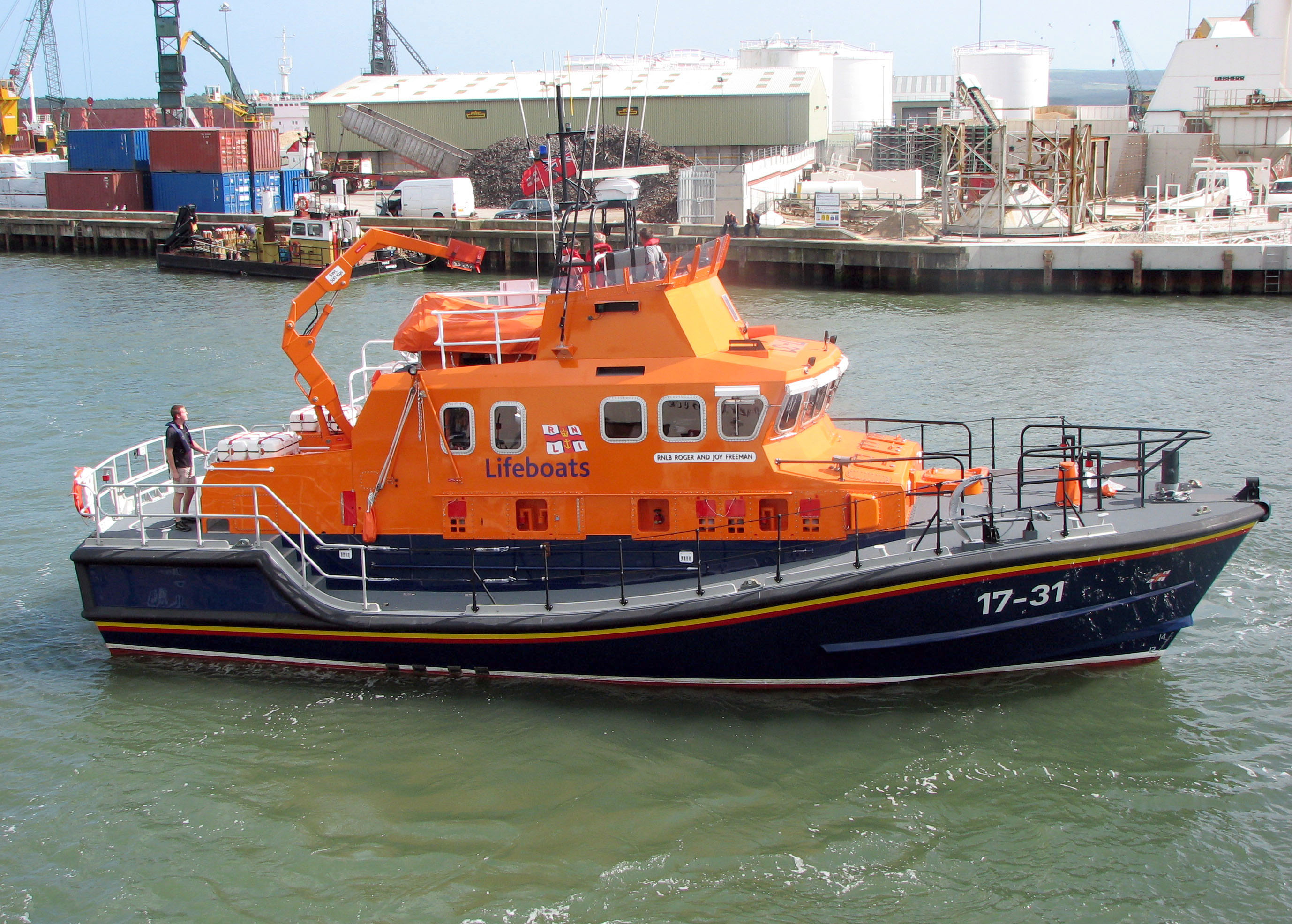
サヴァーン級救命艇（イングランド、ドーセットのプールハーバー）。イギリスで最大の救命艇（全長17m）

救難艇（きゅうなんてい、英:lifeboatまたはRescue boat）とは、海上で遭難した人を救助するために作られた船のことである。遭難現場に迅速に到達できるように設計され、海岸の基地に待機する。イギリスなどではボランティアによって運用される。膨張式の船体を持つタイプもある。
救命艇（きゅうめいてい）ともいうが、その場合は救命ボートを意味する場合がある。本項ではlifeboat（遭難側が搭乗するもの）の訳語として救命艇、Rescue boat（救難活動をする側が搭乗、派遣するもの）の訳語として救難艇を用いる。

## 歴史

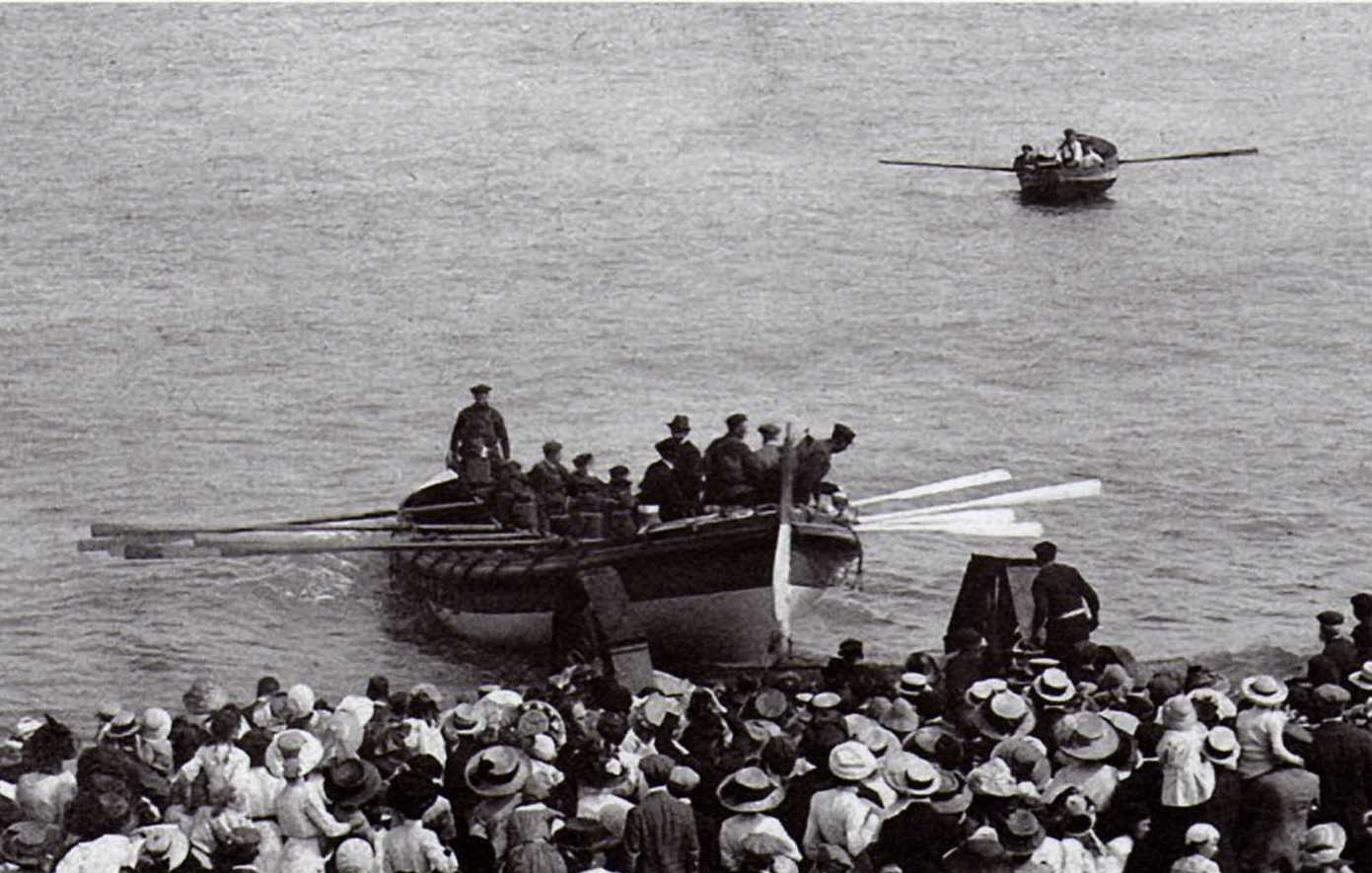
オール式の救命艇

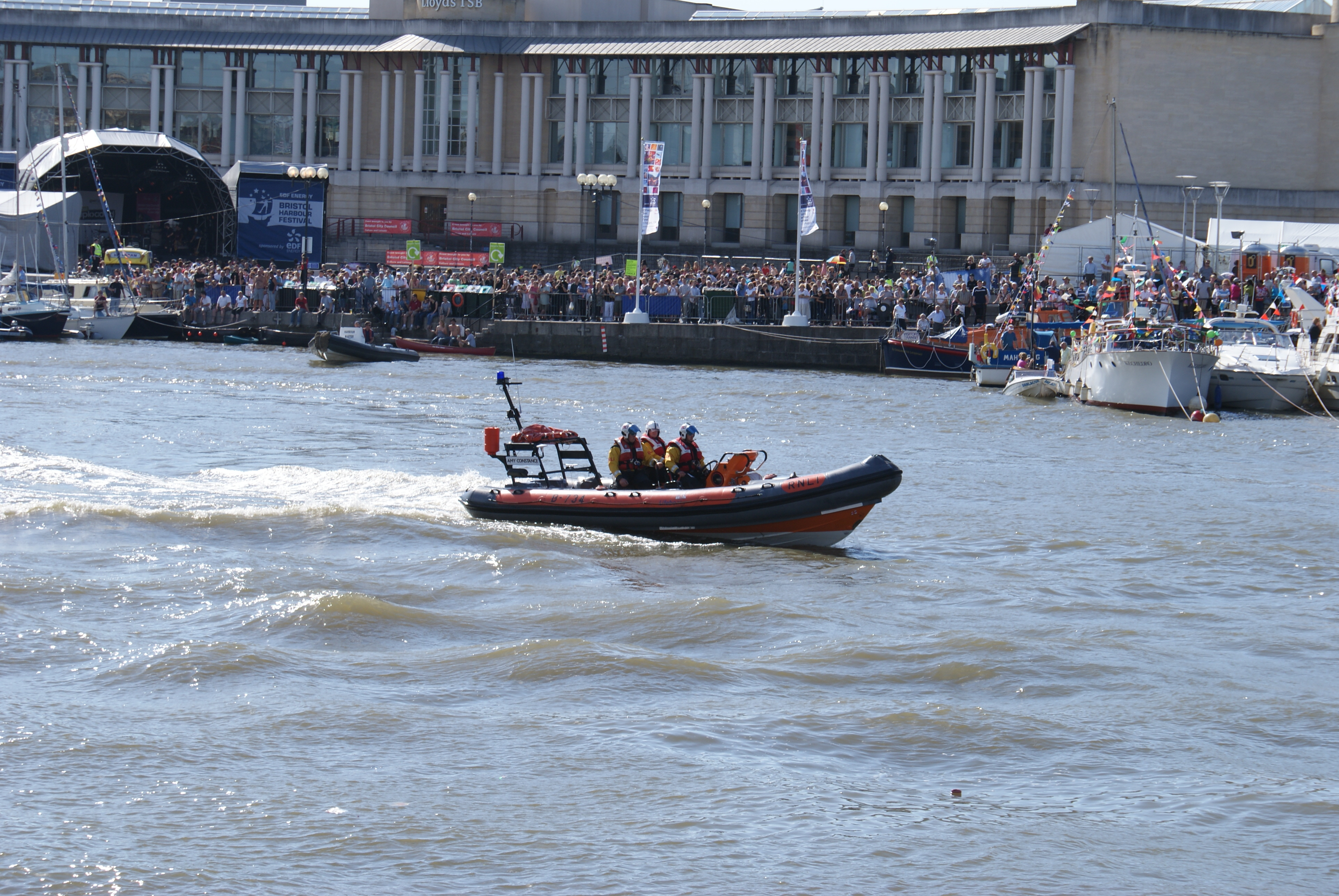
イギリス、ブリストル港の小型救命艇

イギリスの最初の救命艇基地は1776年、フォーンビーの海岸にリヴァプール市会議員であったドック長ウィリアム・ハッチンソンによって設立された.。
最初の救命艇はイギリスのライオネル・ルーキンの製作である。ルーキンは1784年、20フィートのノルウェーのヨールを改造し、浮力を増すために防水コルクで船室を満たし、復原性を高めるために鋳鉄製の竜骨を装着した。
これらの救命艇には6人ないし10人の志願者が乗り組んでいた。彼らは王立救命艇協会（イギリス:Royal National Lifeboat Institution（RNLI）、1824年設立）や合衆国救命局（アメリカ:United States Life Saving Service（USLSS）、1878年設立）などの組織に属しており、船が遭難したときには海へ漕ぎ出し、船上の不運な命を救うために彼らの命を賭けた。イギリスの場合、彼らは一般に地元の船乗りであった。
専門に作られた最初の救命艇はヘンリー・グレートヘッドの建造によるもので、1790年1月29日にイングランドのタイン川でテストされた。最初の救命艇の発明者としてはウィリアム・ウッダブとライオネル・ルーキンも名乗りを上げている。初期の救命艇の1例としては、リチャード・ホール・ガウアーによって設計された1821年のランドガード・フォート救命艇が上げられる。
イギリスの救命艇は帆とオールを備えていた。また回頭する必要がないように、船のどちらの端でも舵の操作が可能な構造になっていた。
1899年、マルケット救命基地の要請により、レイク・ショア・エンジン会社によって、スペリオル湖（アメリカ、ミシガン州）の34フィート救命艇に2気筒12馬力の内燃エンジンが取り付けられた。この初めてのモーター救命艇（Motor Life Boat、MLB）は成功し、救命艇基地は次々にその保有する救命艇にエンジンを取り付けていった。
1909年には、アメリカのエンジン付き救命艇の数は44隻となり、出力も40馬力まで増加していた。1915年、USLSSと税関監視艇局（en:Revenue Cutter Service）が合体してアメリカ沿岸警備隊となった。当初の保有MLBは36隻だった。
最近では沿岸の救難に最適なものとして、風や波によって転覆する危険の少ない、固定式の船殻を持つ膨張式ボート（en:Rigid Hulled Inflatable Boat、 RIB）が使用される。特別に設計されたジェット救難艇もまた有効に使われている。普通のプレジャーボート等と異なり、これらの小型ないし中型の救難艇は、遭難者を吊り上げることなく船内に収容できるよう、一般にきわめて低い乾舷を持つ。通常の船とは異なり、浮力タンクにより浮力を得るよう設計されていることから、船体内に水が入っても行動可能である。（通常の船は船体が水を押しのけることにより浮力を得ている（アルキメデスの原理参照））

## 現代の救命艇

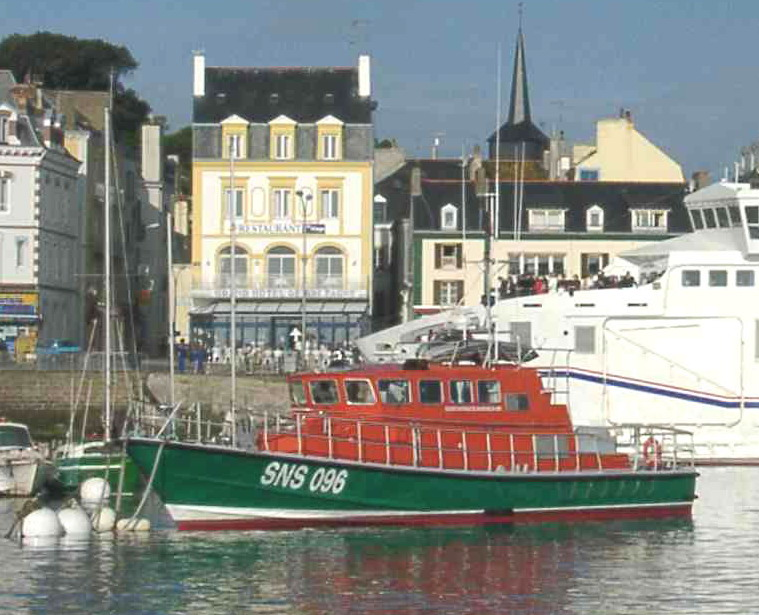
フランス、ベル・イル島の救命艇

現代のモーター救命艇（MLB）は、最初の追加改造されたエンジンより大きなパワーを持ち、波のうねりを乗り切ることができるようになっている。そしていかなる悪天候でも海に出ることができ、遠い沖合いで救難活動を行うことができる。昔の救命艇は帆とオールに頼っていて、遅く、また風の状態や人力に依存していた。現在はこの両方のタイプが使われている。このタイプの救命艇はすべて標準的に遭難者を見つけるための国際VHFやレーダーなどの最新の電子装置を備え、生存者のために医薬品と食料を携えている。
最初のMLBは1899年に合衆国救命局（USLSS）で作られ、その船体デザインは1987年のモデルまで受け継がれた。USLSSは後にアメリカ沿岸警備隊となって、発足時の救命業務を継続している。
救命艇は内陸で運用される場合もある。王立英国救命協会（仮訳）（en:Royal Life Saving Society UK、RLSS UK）などの組織は、河川や湖といった領域も行動範囲としている。

### イギリス

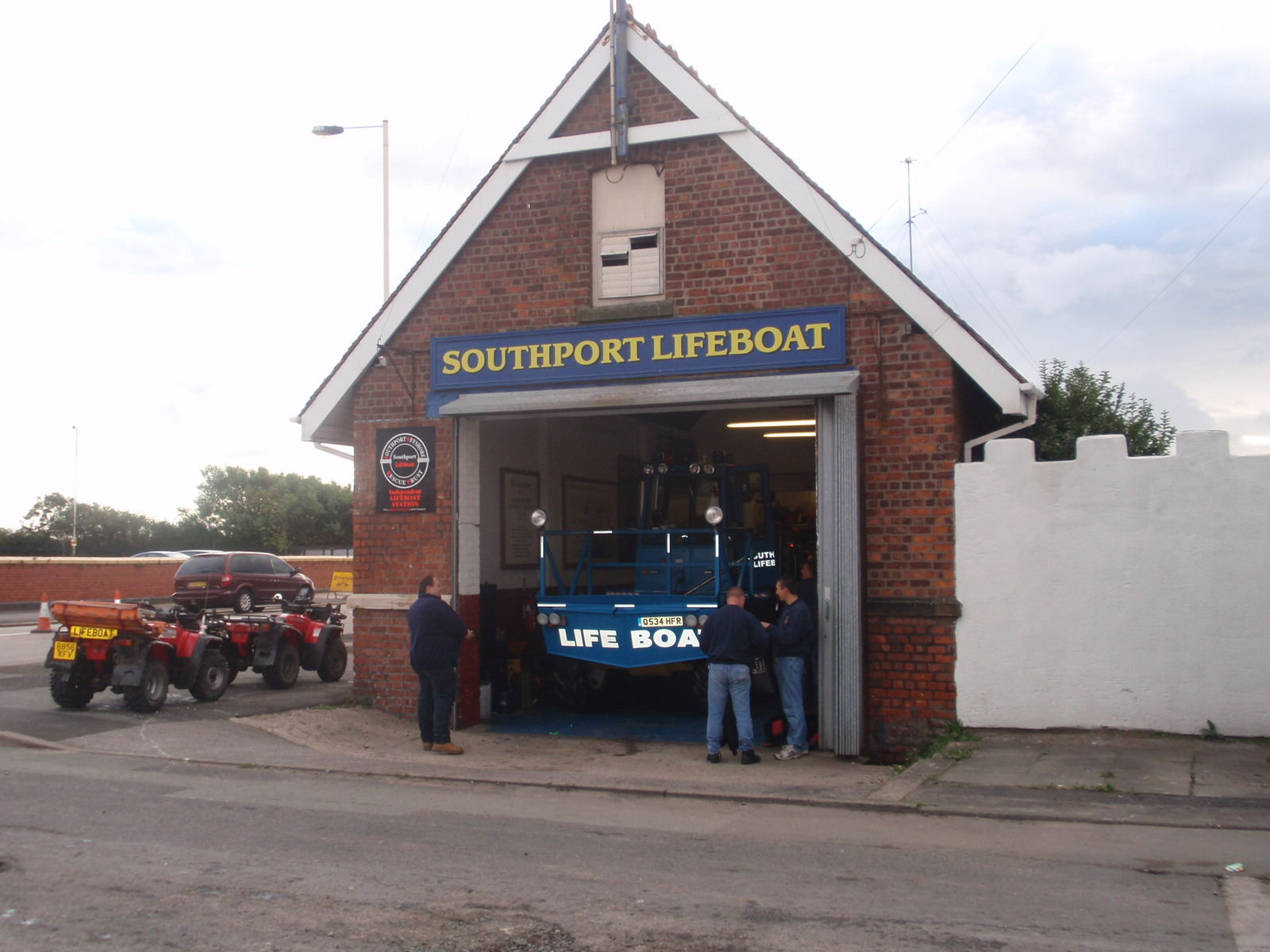
イングランドのサウスポート救命艇基地

王立救命艇協会はイギリスおよびアイルランドの周囲の沿岸地域に救命艇を配置しているが、人員は無償の、多くはパートタイムのボランティアに頼っており、またその機材も自発的な寄付に拠るものである。それぞれの基地では内海用および外海用（全天候）救命艇を運用している。協会の各地区の支部は定期的に訓練を行い、救命艇と格納庫を保守し、商業海洋無線を受信しつつ、救難が必要となるときに備えている。

### アメリカ合衆国
アメリカ合衆国の水域では海難救助はアメリカ沿岸警備隊（USCG）の任務の一部となっており、USCGはそのための多目的船舶や航空機を備えている。嵐などの海上の悪条件に耐えられるように作られたMLBは、沿岸警備隊の保有船艇の主要な部分を占める。自動排水、自動復原機能を持ち、実質的に不沈であるMLBは悪天候での水上救難に用いられる。
MLBの乗組員は、最初の合衆国救命局（USLSS）の志願者たちの伝統を踏まえてサーフメン（surfmen）と呼ばれる。

### オーストラリア/ニュージーランド
オーストララシア（オーストラリア、ニュージーランドを含む南太平洋地域）では、サーフ・ライフセービングの団体が、遊泳者とサーファーの沿岸海域での救助のために、膨張式救難ボート（inflatable rescue boats、IRB）を運用している。このボートはゾディアック社製の高性能ラバーボートで、船外機で駆動する。救難要員はウェットスーツを着用する。

### オランダ
オランダ救命艇協会（KNRM）はジェットRIB救命艇を開発して、大きな効果を上げた。これには3つのクラスがあり、最も大きなアリー・ビサール（Arie Visser）級は全長18.80 m、1,000馬力のジェット2基で最大35ノットの速力を発揮する。収容人員は120人である。

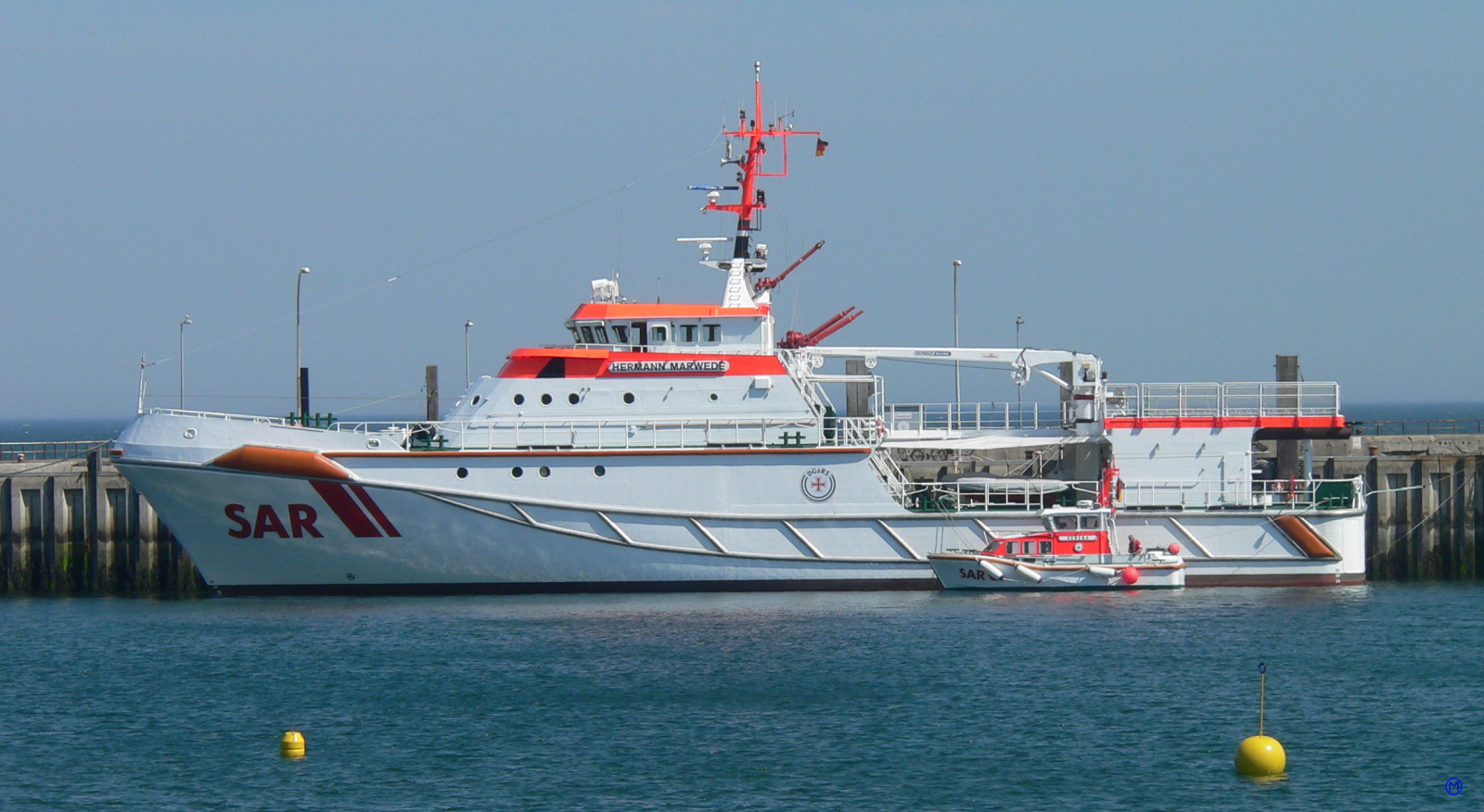
ドイツの捜索救難艇ヘルマン・マルヴェーデ

### ドイツ
ドイツでは1865年以降、ドイツ海難救助協会（仮訳）（Deutsche Gesellschaft zur Rettung Schiffbrüchiger 、DGzRS）が海難救助業務を担当している。DGzRSは民間・非営利の組織で、多種多様な船艇を所有している。最も大きい船は45mのSKヘルマン・マルヴェーデである。DGzRSは北海とバルト海に54の基地を持ち、20隻の救難クルーザー（小さい救難艇をピギーバック方式で搭載する）と41隻の救難艇を運用している。

### スカンディナヴィア諸国
スカンディナヴィア諸国のほとんどにもイギリスと同様なボランティアによる救命協会が存在する。

### 日本
日本では海難救助は海上保安庁が担当しており、巡視船・巡視艇が救難任務に当たる。一般の巡視船艇では対応できない特殊海難に備えて各管区には1隻ずつ救難強化巡視船が配置されている。また、消防機関の消防艇や救助艇も水難救助の任務に当たっている